# A Fair Rebel
A Fair Rebel è un cortometraggio muto del 1914 diretto da Frank Powell. Il film, ambientato all'epoca della guerra civile americana  (1861-1865), ha come interprete principale Dorothy Gish. La sceneggiatura si basa su un lavoro teatrale di Harry Mawson.

## Produzione
Il film fu prodotto dalla Biograph Company.

## Distribuzione
Distribuito dalla General Film Company, il film - un cortometraggio di trenta minuti - uscì nelle sale cinematografiche statunitensi il 21 maggio 1914.
Ne venne fatta una riedizione distribuita sul mercato americano il 28 giugno 1916.
Copia della pellicola viene conservata negli archivi della Library of Congress.